# Kostiantyn Iljin
Kostiantyn Iljin, ukr. Ільїн Костянтин (ur. 26 marca 1975, w Czerniowcach) – ukraiński strongman.

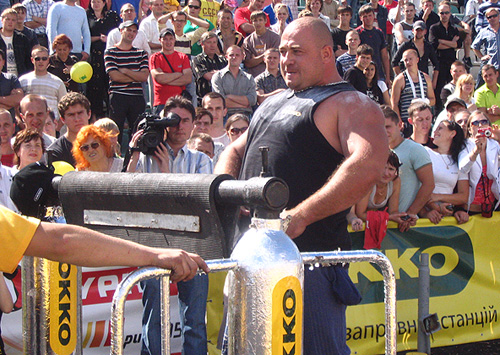
Kostiantyn Ilin w 2009

Mistrz Ukrainy Strongman w 2009.

## Życiorys
Kostiantyn Iljin zadebiutował jako siłacz w wieku trzydziestu lat. Wziął udział w indywidualnych Mistrzostwach Świata Strongman 2009, jednak nie zakwalifikował się do finału.
Mieszka w mieście Czerniowce.
Wymiary:
- wzrost 183 cm
- waga 140 kg
- biceps 54 cm
- klatka piersiowa 150 cm
- udo 80 cm

Rekordy życiowe:
- przysiad 380 kg
- wyciskanie 220 kg
- martwy ciąg 385 kg

## Osiągnięcia strongman
- 2007
  - 8. miejsce - Mistrzostwa Ukrainy Strongman
- 2008
  - 2. miejsce - Mistrzostwa Ukrainy Strongman
- 2009
  - 7. miejsce - Liga Mistrzów Strongman 2009: Bratysława
  - 1. miejsce - Mistrzostwa Ukrainy Strongman
  - 8. miejsce - Giganci Na Żywo 2009: Malbork
- 2010
  - 8. miejsce - Arnold Strongman Classic 2010, USA
  - 8. miejsce - Giganci Na Żywo 2010: Johannesburg